# Jean-Sylvain Cartaud
Jean-Sylvain Cartaud est un architecte français né en 1675 et mort à Paris le 15 février 1758. Il se fit connaître en construisant l'hôtel parisien puis le château à Montmorency du financier Pierre Crozat. Il travailla ensuite pour de grandes familles telles que les Orléans et les d'Argenson, construisit des immeubles de rapport et effectua également des travaux sur de nombreux édifices religieux.

## Biographie
Jean-Sylvain Cartaud était le fils de Sylvain Cartaud (1642-1703), « entrepreneur du roi », parfois désigné lui-même comme architecte, et de Marie Marguerite Dubugra. Il fréquenta toute sa vie des milieux artistiques et intellectuels. Le 23 janvier 1703, il avait épousé Jeanne Bailly (1677-1er juin 1755), sœur de Nicolas Bailly, garde des tableaux de la Couronne. Sa sœur Suzanne épousa le sculpteur René Frémin. Il était également le beau-frère du graveur Henri Simon Thomassin et, par une autre alliance, tenait à la famille de Jean-Baptiste Lully. Amateur de peinture, il posséda l'« Île enchantée » de Watteau.
Cartaud était encore peu connu lorsqu'il fut appelé à construire, rue de Richelieu à Paris, la maison du financier Pierre Crozat. Il bâtit ensuite son château à Montmorency, qui établit sa réputation aux yeux de ses contemporains. Par l'entremise de Crozat, qui conseillait le Régent Philippe d'Orléans pour ses acquisitions d'œuvres d'art, Cartaud devint l'architecte de la maison d'Orléans. Il fut « architecte du duc de Berry » et continua de porter ce titre longtemps après la mort de Charles de France, fils du Grand Dauphin disparu prématurément en 1714.
« Cartaud observa toujours une attitude assez distante à l'égard de la rocaille, ce qui lui valut l'estime durable de son siècle. Brice, Bachaumont, Blondel, d'Argenville l'ont cité comme un maître. » Le marquis d'Argenson le désigne comme « l'un des premiers architectes de France, très honnête homme surtout ».
« Cet habile architecte de notre temps, dit Blondel, était fort sévère dans l'ensemble de ses compositions ; aussi tous ses ouvrages sont-ils marqués au coin de la grandeur, de la noblesse et de la simplicité. »
Cartaud fut admis à l'Académie royale d'architecture en 1741. En 1748, Tournehem le dispensa de présenter un projet pour la place Louis-XV en considération de son grand âge.
Il possédait une maison de campagne à Arcueil et vécut longtemps aux Galeries du Louvre chez son beau-frère Frémin.

## Réalisations et principaux projets

### À Paris

#### Architecture civile
- Hôtel Crozat, no 101 rue de Richelieu, Paris (1er arrondissement) : « Le logis s'annonçait modestement sur la rue, mais la parcelle s'élargissait en arrière, où le jardin fruitier rejoignait le Boulevard. Une avant-cour et une cour précédaient l'habitation, édifice de plan compact, éclairé de trois côtés sur le jardin. Watteau, l'un des peintres que Crozat soutint généreusement, peignit pour la salle à manger quatre peintures ovales représentant les Saisons. À l'ouest, s'étendait la galerie, où des miroirs reflétaient le jardin comme à Versailles ; La Fosse y peignit dans la voûte la Naissance de Minerve. Crozat fit percer à grands frais un passage souterrain sous le Boulevard pour réunir le jardin fleuriste au potager, qui s'étendait à l'emplacement de l'hôtel Drouot. »[6]
- Palais-Royal, Paris (1er arrondissement) : Travaux pour le Régent, entre les cours de la Bouche et des Réservoirs (v. 1715). En venant de la rue des Bons-Enfants, le passage Vérité correspond à l'arcade très simple construite par Cartaud, chargé d'édifier en  1752 la cour des Fontaines (aujourd'hui : place de Valois) pour loger les officiers de la maison d'Orléans. Ces bâtiments subsistent en partie, amputés par l’ouverture de la rue de Valois en 1787. Les élévations sont d'une grande simplicité. L'inspecteur de ces travaux fut Pierre de Vigny.
- Pour le duc d'Orléans Louis le Pieux, qui se retira en 1742 à l'abbaye Sainte-Geneviève de Paris, Cartaud bâtit dix maisons sur l'actuelle rue Descartes (projet conservé), dont l'une (no 26) a été conservée. « Au 30, le logis du prince est une construction élégante dont le jardin a fait place à la rue Clovis. C'est aujourd'hui le presbytère de Saint-Étienne-du-Mont qui conserve au premier étage un bel appartement lambrissé, logis de prince devenu logis de curé. »[4]
- Hôtel de Janvry, no 47 rue de Varenne, Paris (7e arrondissement), 1732 : Construit pour Gérard Heusch de Janvry, secrétaire du roi, sur un terrain appartenant aux religieux de la Charité et pris à bail emphytéotique de 45 ans. Considérablement remanié au XIXe siècle par Henri Parent. Aujourd'hui ambassade d'Italie.
- Hôtel d'Armenonville (anciennement hôtel d'Hervart), rue Plâtrière, Paris (1er arrondissement) : Construction de la galerie et de la chapelle. Hôtel détruit, à l'emplacement duquel s'élève aujourd'hui la Poste centrale du Louvre.
- Immeuble syndical des orfèvres, constituant l'ensemble du pâté de maisons entre les rues des Lavandières, Jean-Lantier et des Orfèvres, Paris (1er arrondissement), 1740-1746.
- Immeubles Harel, rue du Faubourg-Montmartre, Paris.
- Immeubles Guillot, rue des Mauvaises-Paroles, Paris (4e arrondissement).
- Immeuble, rue de la Planche, Paris (7e arrondissement)[4].

#### Architecture religieuse
- Église Saint-Éloi-des-Barnabites, île de la Cité, Paris, 1705 : Construction du portail remonté en 1863 par Baltard devant l'église des Blancs-Manteaux après la démolition de l'église des Barnabites du fait du percement du boulevard du Palais et de la construction du tribunal de commerce[4].

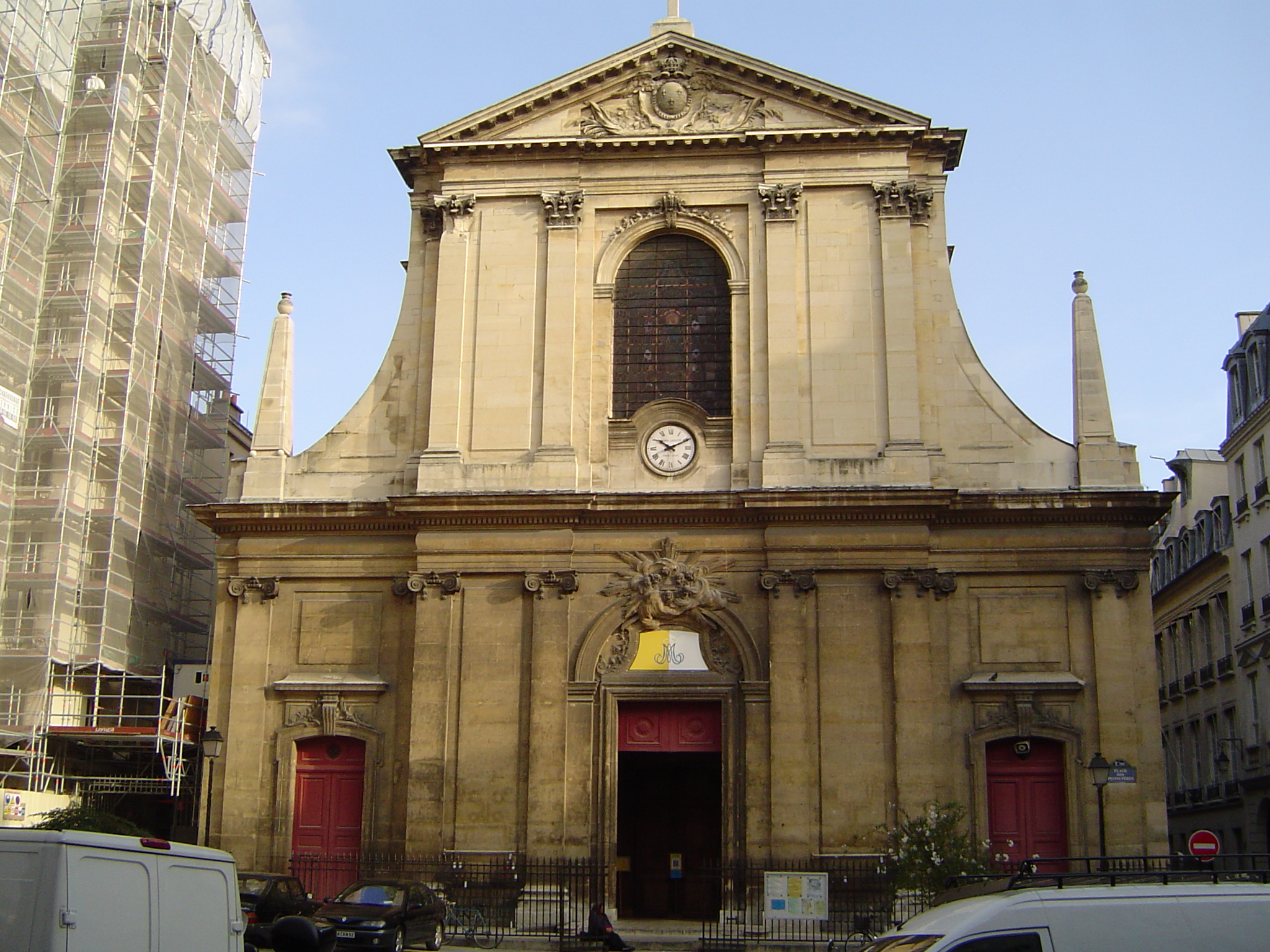
Basilique Notre-Dame-des-Victoires, Paris.

- Basilique Notre-Dame-des-Victoires, Paris (2e arrondissement), 1737-1740 : Construction des trois premières travées de la nef, du portail et de l'escalier.
- Église Saint-Roch, Paris (1er arrondissement) : Construction du banc d'œuvre.
- Église Saint-Eustache, Paris (1er arrondissement) : Construction du banc d'œuvre.
- Couvent de la Madeleine de Traisnel, no 100 rue de Charonne, Paris (11e arrondissement) : Reconstruction des bâtiments conventuels, construction de la chapelle d'Argenson[4] pour le marquis d'Argenson. Subsiste en partie[7].

### Hors de Paris
- Château de Montmorency, Montmorency (Val-d'Oise), 1708[5] : Construit pour Pierre Crozat, acquéreur en 1702 de la propriété du peintre Charles Le Brun. « Les élévations, d'une extrême rigueur, étaient rythmées de pilastres colossaux, parti qui fut très rare au début du [XVIIIe] siècle ; elles n'offraient pas de toit apparent, au moins vers l'arrivée. Sur le parc, un salon circulaire était orné dans ses hauteurs par des cariatides, comme à Vaux-le-Vicomte ou dans certains salons lorrains de Boffrand. Ici également, La Fosse peignit la coupole. »[8]
- Château de Bourneville, Marolles (Oise) : Ce château a appartenu au XIXe siècle au baron de Frénilly, puis à Henri Lutteroth, beau-père de l'homme politique William Henry Waddington. Il a été gravé dans L'Architecture française de Jean Mariette (1727).
- Château de Chanteloup, Amboise (Indre-et-Loire) : Travaux non documentés.
- Château de Neuilly, Neuilly-sur-Seine (Hauts-de-Seine) : Le château de Neuilly est acquis en 1702 par M. de Sassenaye qui en reste propriétaire jusqu'au 11 juillet 1740, date à laquelle il est vendu à la maréchale-duchesse de Biron, née Marie-Antoinette de Bautru de Nogent (1662-1741), femme de Charles Armand de Gontaut-Biron. Par testament du 16 août 1740, elle en cède la nue-propriété au comte d'Argenson (1696-1764), Secrétaire d'État de la guerre de Louis XV, et l'usufruit à M. de Villars[9]. Ce dernier étant décédé en 1741, le comte d'Argenson recueille l'intégralité de la propriété au décès de la duchesse de Biron le 4 août 1741[10]. Séduit par la situation privilégiée du château en surplomb de la Seine et souhaitant rivaliser avec son fils, le marquis de Voyer, qui faisait bâtir un château neuf à Asnières depuis 1750, le comte fait construire en 1751 un nouveau château par Cartaud qui, trop âgé, fut assisté de son confrère de l'Académie royale d'Architecture, François II Franque, que l'architecte avait fait venir d'Avignon à Paris en 1748. Il s'agissait d'une construction à l'italienne, inspirée du Grand Trianon, ornée d'un ordre ionique et élevée sur plusieurs terrasses dominant la Seine. Le comte exposa là la statue pédestre à la romaine de Louis XV par Jean-Baptiste Pigalle, visible depuis la Seine, qui faisait écho à celle, identique, présentée par sa rivale Madame de Pompadour à Bellevue. Il s'agissait pour l'un comme pour l'autre de manifester leur attachement profond à la personne du roi dont ils se disputaient les faveurs.
- Cathédrale Notre-Dame d'Évreux : Construction du maître-autel.
- Cathédrale Notre-Dame de Rouen : Construction du maître-autel.

### Sources
- Michel Gallet, Les Architectes parisiens du XVIIIe siècle : Dictionnaire biographique et critique, Paris, Éditions Mengès, 1995, 494 p. (ISBN 2-85620-370-1)